# Йоланда Кодра
Йоланда Кодра (алб. Jolanda Kodra; 1910—1963) — албанська письменниця і перекладачка. Одна з перших жінок, які писали албанською мовою.

## Життєпис
Йоланда народилася 1910 року в італійській родині. Вона була племінницею сценариста і кінорежисера Енріко Гуаццоні. Вона навчалася в ліцеї, коли зустріла Мало Кодра, студента з Гірокастри, який відвіз її до Албанії. Незабаром вона вивчила албанську мову і почала не тільки добре говорити новою для себе мовою, але і писати вірші і статті, які публікувала у відомих албанських журналах (таких, як Hylli i Dritës, Përpjekja shqiptare, Fryma тощо).
Пізніше вона почала перекладати роботи албанських письменників Ндре Мьєда, Міджені, Петро Марко, Стержо Спассе та інших. Її переклади були дуже близькі до оригіналу, що було дуже важливо для перекладачів того часу, адже саме так читачі могли відчути всі ті емоції та зрозуміти всі ті вислови чи фрази, наділені особливим змістом, які письменники вкладали в твори рідною мовою.
Після Другої світової війни вона продовжувала працювати перекладачем італійською мовою, а також почала перекладати твори російську мову. До 1962 року їй було заборонено вчитися комуністичному режиму і їздити на батьківщину.
Йоланда Кодра померла в 1963 році.